# Dobrich Knoll
Der Dobrich Knoll (englisch; bulgarisch Добричка могила Dobritschka mogila) ist ein mehr als 400 m hoher Hügel auf der Livingston-Insel im Archipel der Südlichen Shetlandinseln. Im Veleka Ridge der Tangra Mountains ragt er 0,7 km nördlich des Botev Peak auf. Der Tarnowo-Piedmont-Gletscher liegt östlich, der Barnard Point südwestlich von ihm.
Die bulgarische Kommission für Antarktische Geographische Namen benannte den Hügel 2004 nach der Stadt Dobritsch im Nordosten Bulgariens.